# Storia della scenografia e della scenotecnica
La storia della scenografia è lo studio dello sviluppo degli elementi scenici utilizzati nelle rappresentazioni teatrali.
Poiché fino a pochi decenni fa lo scenografo era la medesima persona che si occupava anche dell'ideazione dei macchinari necessari alla realizzazione delle proprie scenografie, la storia della scenografia e quella della scenotecnica non possono essere facilmente distinte.

## L'epoca antica
Per quanto riguarda l'epoca classica le nozioni da noi possedute sono poche e di scarsa precisione, non esistono né i macchinari utilizzati né i fogli sui quali è avvenuta la loro progettazione. La fonte principale dalla quale è possibile trarre delle informazioni è il trattato De architectura di Vitruvio, il quale racconta dell'utilizzo di un determinato meccanismo di colonne triangolari girevoli utilizzato per il mutamento visibile della scena definiti in latino trìgoni versàtiles, ma molto più conosciuti con il nome greco di Periaktoi, ribattezzati anche Periatti in epoca rinascimentale.
Questi triangoli girevoli, introdotti nel teatro greco in un periodo non meglio precisato, recavano su ogni lato un'immagine che facesse da sfondo alla rappresentazione. Per quanto concerne il loro utilizzo nel mondo antico le teorie sono contrastanti, poiché vi è chi sostiene che, essendo in vigore in quegli anni le norme di unità aristoteliche, non servissero per mutare la localizzazione della scena all'interno della rappresentazione ma che avessero come scopo quello di indicare quale genere fosse in corso di rappresentazione: non a caso difatti sono triedrici, mostrando quindi tanti lati quanti sono i generi letterari teatrali del mondo antico: Tragedia, Commedia e Satira. Non è possibile stabilire le dimensioni reali dei periaktoi nel mondo antico e nemmeno quale fosse il meccanismo utilizzato per metterli in azione, così come è impossibile stabilirlo per tutti macchinari che era possibile trovare sul palco dell'epoca.
Per quanto riguarda invece il fondale scenico sappiamo che il primo trattato di pittura della storia occidentale risale all'epoca greca per opera di Agatarco di Samo, ed è riferito a un fondale prospettico realizzato per una rappresentazione teatrale di Eschilo. Questo fondale venne utilizzato nel 460 a.C. e ne danno notizia anche Democrito, Anassagora, Apollodoro di Atene e altri.
Riguardo al sipario, del quale non si hanno informazioni certe, si può ipotizzare che fosse a salita oppure composto di due parti che si richiudevano a scorrimento verso l'interno scorrendo in un solco. Dall'Onomastikon di Giulio Polluce, grammatico di origine egiziana del II secolo d.C., traiamo informazioni anche sull'utilizzo di altre tipologie di macchinari utilizzati sul palco quali macchine per i voli, utilizzate soprattutto per l'apparizione delle divinità sulla scena, piattaforme su ruote con movimento di andata e ritorno o con movimento rotatorio, botole aperte sul piano del palcoscenico per l'entrata o l'uscita di altri apparati da sotto il palco nonché l'utilizzo dei macchinari progettati per riprodurre dei rumori naturali, come ad esempio la macchina per simulare per il tuono.
Per ciò che concerne i macchinari utilizzati per l'ingresso delle divinità in scena vale la pena citare l'espressione Deus ex machina, la quale è una frase latina a sua volta mutuata dal greco "ἀπὸ μηχανὴς θεός" ("apó mēkanḗs theós"): "il dio che viene dalla macchina". Era definita mechàne o aioréma (elevatore) la piattaforma di legno, mossa da funi tramite argani e carrucole che faceva calare in scena dall'alto la figura della divinità; di questo espediente scenotecnico dovette servirsi abbondantemente Euripide, nei cui testi sono ricorrenti le apparizioni di dèi. Un altro dispositivo con funzione analoga doveva essere il teologheion: una piattaforma, probabilmente fissa, al di sopra della skené, di cui forse era addirittura il soffitto, atto a ospitare apparizioni divine.
Non si hanno notizie della sua altezza anche se in un testo di Euripide si trova un personaggio che deve compiere un balzo in scena dal teologheion. Con la stessa funzione viene citata anche un macchinario chiamato gheranòs (gru) quindi un braccio mobile al quale era fissata una fune che consentiva calare in scena una divinità volante. Un'altra macchina per le entrate era l'ekkyklema, un carrello con ruote spinto in scena dalla porta centrale mentre per le apoteosi o le divinizzazioni veniva utilizzato lo strofeion (o macchina per le apoteosi) la cui ricostruzione risulta oggi impossibile: forse era un'impalcatura fissa, oppure una macchina elevatrice. Un meccanismo invece dal funzionamento facilmente intuibile prende il nome di anapiesma e indica la botola per l'uscita di divinità sotterranee.
Altre notizie al riguardo dell'utilizzo teatrale di macchinari giungono a noi da testi prettamente letterari scritti da autori esterni al mondo della teatralità. Apuleio cita l'utilizzo del sipario, la costruzione di una scenografia lignea e la presenza sulla scena di una montagna coperta di piante vere, la quale viene fatta sprofondare sotto la linea del palco tramite l'ausilio di botole e macchine elevatrici.
È inoltre conosciuto l'utilizzo di due macchine dagli usi molto particolari: il keraunoskopeion e il bronteion, utilizzate rispettivamente per simulare i fulmini e i tuoni. Purtroppo non è possibile approfondire oltre l'utilizzo della scenotecnica nel teatro dell'epoca classica. Tanto grande fu il sapere e la cultura di quel mondo che quando cadde su di esso la rovina fu a esso proporzionata. 
Parlando dell'epoca classica, a causa della scarsità delle fonti, è facile dimenticare che trascorsero circa mille anni dalla prima esperienza del teatro ad Atene fino al crollo del mondo antico ed è intuibile la complessità che potrebbe avere l'argomento se si disponesse di maggiori fonti e quanto la storia del teatro classico possa essere ben più variegata di come noi a distanza di altri quindici secoli dalla sua fine riusciamo a studiarla.

## L'epoca medievale
Riguardo alla scenotecnica in epoca medievale, le fonti documentarie al riguardo sono ancor più scarse che per i secoli precedenti. L'irrigidimento della vita culturale seguito alle invasioni barbariche e lo scarso successo del teatro presso la comunità cristiana sancì la crisi del teatro, specie quello legato allo stupore visuale e all'illusione scenica.
A Bisanzio, che mantenne anche nel medioevo un legame privilegiato con la civiltà classica tanto da conservare l'uso della lingua greca, il teatro non venne più utilizzato per accogliere le assemblee cittadine, come nell'Atene del V secolo. Al suo posto vennero utilizzati arene e ippodromi, retaggio della cultura romana dopo sette secoli di dominio.
A Costantinopoli il teatro non esistette fino al periodo iconoclasta, poiché fortemente osteggiato dalla chiesa bizantina, molto più fervente, colta e presente sul territorio di quella romana a Occidente. Solo più tardi (IX-XI secolo) il teatro visse una rinascita sotto forma esclusiva di sacra rappresentazione. Le informazioni sul teatro non religioso, invece, sono molto scarse, conoscendosi a stento i nomi degli autori ed essendovi incertezza anche sui soggetti rappresentati.
Quando si avverte la necessità di promuovere la rinascita della società civile nei suoi valori fondamentali, dopo la caduta degli ideali e dei valori passati, il teatro ritorna a essere nuovamente e fortemente legato a tematiche religiose, così come doveva esserlo alle origini, ovvero circa un millennio prima. Il teatro tornava così a far parte della vita sociale, in forma diversa, ma pur sempre come mezzo per assurgere a una verità o a uno stato spirituale superiore.
Nel mediterraneo occidentale si parla di "dramma medioevale" con riferimento all'esperienza del teatro religioso, liturgico o meno. La collocazione privilegiata dal dramma medioevale erano le basiliche e le piazze. Quando la rappresentazione veniva tenuta in una basilica la disposizione dei luoghi era legata alla pianta dell'edificio: solitamente le navate e le cappelle laterali erano occupate da personaggi o gruppi di personaggi diversi, mentre la Crocifissione, la deposizione di Cristo, e la Resurrezione avevano luogo presso l'altare maggiore. Rappresentazione di inferi e dannati trovava naturale collocazione nella cripta sottostante il presbiterio. 
Col Rinascimento inizia progressivamente a farsi nuovamente strada l'uso di macchinari scenici, utilizzati soprattutto per il volo degli angeli e per la calata di glorie celesti.

## Il Rinascimento

### Filippo Brunelleschi
A cavallo fra il Medioevo e il Rinascimento fa la sua comparsa nel mondo teatrale l'architetto fiorentino Filippo Brunelleschi, il quale apportò un cambiamento radicale nella concezione della scenografia e di conseguenza anche della scenotecnica. Uscito sconfitto dal confronto con il Ghiberti nel concorso per i pannelli del portale del battistero di Firenze, vendette un piccolo podere e con il denaro da esso ricavato si recò in viaggio a Roma accompagnato dal concittadino Donatello.
Al proprio ritorno nella città natale dall'antica capitale della classicità, punto di arrivo di ogni esperienza culturale, artistica e tecnica del mondo antico, non portò con sé solo un nuovo modo di costruire edifici ma un modo di concepire razionalmente lo spazio applicabile a ogni campo del sapere: riscoprì l'uso geometrico dello spazio e la prospettiva come regola per modellarlo.
Dopo quasi un millennio di oblio ritornò così sulle scene il fondale prospettico, attestato per la prima volta nel IV secolo a.C. per una tragedia di Eschilo. 
La fama di Filippo Brunelleschi come scenografo e scenotecnico venne decisamente oscurata da quella dell'architetto; tuttavia Giorgio Vasari nelle sue Vite cita un episodio che rimase a lungo nelle memorie dei fiorentini: 
Con la parola "ingegni" il Vasari si riferisce ai macchinari progettati dal Brunelleschi per le sacre rappresentazioni del 1439, quando a Firenze giunsero il papa Eugenio IV e l'Imperatore d'Oriente Giovanni VIII Paleologo per riunirsi nel concilio di Firenze.
Spinto dall'avanzare delle armate turche di fede islamica, l'imperatore bizantino si recò in Italia per chiedere appoggio dagli stati cattolici confidando in una comune spinta verso la difesa della cristianità.
Roma e Costantinopoli, le due grandi metropoli che recavano ancora nel proprio tessuto urbano il retaggio della cultura classica, si incontrarono nella città che per prima raccolse questa eredità, nell'unica altra città che possedesse le conoscenze necessarie per erigere una cupola in muratura. All'epoca difatti erano solo tre le città del mondo occidentale in cui si potevano ammirare tali costruzioni.
Dai piedi del Pantheon e di Santa Sofia, le due delegazioni si congiunsero presso la nuovissima, e ancora in costruzione, cupola di Santa Maria del Fiore di Firenze, non ancora completata, con gli intenti migliori per trovare un concordato bilaterale.
Tuttavia furono i rancori delle antiche e irrisolte controversie cristologiche, protrattesi per circa otto secoli fra le due dottrine cristiane, a prevalere nel dibattito. Per la curia romana si profilò la possibilità di ottenere una completa vittoria sul fiero rivale orientale del passato ora ridotto a poco più che uno stato cittadino. Di fronte alla situazione disastrosa in cui versavano gli eredi diretti dei cesari del passato venne deciso di dispiegare un enorme apparato in grado di stupire profondamente la controparte e di dimostrare il grande divario tecnologico, civile e culturale al quale si era giunti.
Per il cattolicesimo era in gioco la tanto attesa unificazione dell'intera cristianità al disotto del seggio pontificio romano; per l'ortodossia si trattava invece della sopravvivenza nel suo luogo più importante. Per stupire la delegazione e l'imperatore bizantino non venne trovato nulla di meglio che un grande colpo di teatro.
Una serie di rappresentazioni sacre venne tenuta presso la Chiesa del Carmine, Santissima Annunziata e di San Felice in Piazza, per le quali il Brunelleschi e i suoi aiutanti progettarono e realizzarono una serie di macchine che dovevano costituire l'attrazione principale; queste erano utilizzate per far volare angeli e per sollevare glorie celesti cariche di personaggi.
Il macchinario costruito per San Felice in Piazza constava di una plancia rotonda illuminata da fiammelle con al centro il Padreterno e dodici angeli cantori attorno, e sotto di essa una semicupola rotonda, definita "il mazzo", con appesi otto angeli cantori; al centro di tale cupola poi scendeva una mandorla illuminata da fiammelle con un giovane impersonante l'arcangelo Gabriele. Tale ingegno rotante, riproposto poi di anno in anno, sembra aver ispirato Sandro Botticelli per la composizione della sua Natività Mistica.
L'ingegno progettato per l'annunciazione prevedeva il passaggio dell'arcangelo Gabriele lungo tutta la navata della chiesa sospeso sopra gli spettatori; questo scorreva su un canapo dalla tribuna dell'Empireo, luogo deputato a simboleggiare il Padreterno, sopra il portale della chiesa e sino alla sommità del tramezzo, dove si trovava la ricostruzione della cella della Madonna. Dopo aver portato l'annuncio a Maria tornava verso l'Empireo incrociandosi con un fuoco d'artificio, simboleggiante lo Spirito Santo, che veniva in senso opposto. L'effetto scenografico di questa rappresentazione sopravvive ancora oggi nella festa pasquale dello Scoppio del Carro dove la colombina traversa velocemente il Duomo dall'altare al carro sospesa su dei cavi. Un prelato ortodosso al seguito del Metropolita di Kiev ne restò tanto impressionato da redigere una precisa descrizione di tali ingegni in slavo antico.
Dopo le rappresentazioni questi macchinari vennero smontati e mai più riutilizzati nella stessa forma sino al 1975 quando vennero ricostruiti dallo storico dello spettacolo Ludovico Zorzi a fini storici. Il tentativo di riavvicinamento tra la Chiesa romana e quella bizantina fallì miseramente, tanto che nel 1453, durante l'estrema difesa delle mura di Bisanzio venne proferita la famosa frase del Megadoux Bizantino, Luca Notara: "Meglio il turbante del sultano che la tiara del cardinale!", sicché l'unico vero trionfo del concilio fu ottenuto dalle macchine del Brunelleschi, le quali stupirono sia cattolici sia ortodossi.

### Altri illustri scenotecnici
L'esperienza fiorentina inaugurò anche altre pratiche che in ambito teatrale si consolideranno nel corso del Rinascimento quali l'affidamento della stesura dei fondali ai pittori, talvolta anche di primissimo livello quali Raffaello, e dei macchinari teatrali ad architetti o a ingegneri bellici. Queste due mansioni tipiche delle corti rinascimentali italiane sono solo apparentemente diverse fra loro, poiché progettare un carrello elevatore o un montacarichi richiedeva la stessa tipologia di conoscenze necessarie per un pezzo d'artiglieria o una torre d'assedio.
Altri personaggi celebri che transitarono fugacemente nel mondo della scenotecnica furono Leonardo da Vinci e Michelangelo Buonarroti. Il secondo con meno fortuna e passione vi si dedicò nel periodo fiorentino, dopo che era arrivata nella sua città l'eco delle imprese sceniche realizzate a Milano dal primo. 
In occasione del prestigioso e blasonato matrimonio fra Gian Galeazzo Maria Sforza e Isabella d'Aragona, Leonardo da Vinci venne ingaggiato da Ludovico il Moro per organizzare lo spettacolo che sarebbe seguito alla cerimonia. Come di consueto, non venne trovato altro modo migliore per stupire se non un momento di grande teatralità, ricco di macchinari strabilianti in grado di suscitare lo stupore e la meraviglia nello spettatore. 
Il portentoso spettacolo fu chiamato Festa del Paradiso e valse a Leonardo l'apprezzamento dell'intellettuale Paolo Giovio, il quale lo ricorda come "raro e maestro inventore d'ogni eleganza e singolarmente dei dilettevoli teatrali spettacoli". Tale spettacolo consisteva in una grande serie di ruote concentriche sulle quali erano disposte delle allegorie dei pianeti, delle virtù a essi riferiti e al contempo recanti il retaggio degli antichi Dei pagani dei quali portano il nome. Al centro di essi stava Giove, mentre dirimpetto si trovava la platea e la gradinata approntata nel salone del Castello Sforzesco detto Sala Verde. Per muovere tutte le piattaforme concentriche sulle quali si trovavano i personaggi venne predisposto un unico argano centrale sotto la ruota centrale del Dio Giove, dalla quale delle trasmissioni mosse grazie a ingranaggi trasmettevano il moto a tutte le piattaforme circostanti. Il piano scenico era inclinato per porgere una migliore visuale dalla platea, luogo deputato al seggio signorile, quindi nello spazio ricavato al disotto della piattaforma scenica vennero posti i musicisti, in modo che non fosse visibile al pubblico la sorgente della musica.
Dall'inizio del XVI secolo si diffuse la pratica degli spettacoli con palcoscenici dedicati realizzati all'interno delle residenze signorili delle diverse città italiane e un buon scenografo, e di conseguenza anche scenotecnico, poteva essere motivo di grande prestigio per il signore di una corte.
Il sistema della scena fissa, scelto dal Palladio per il Teatro Olimpico di Vicenza, fu subito dismesso in favore di un palcoscenico tendenzialmente vuoto al fine di poterlo meglio adattare all'utilizzo di ogni tipo di scenografia e di macchine scenografiche. Tuttavia, sebbene cresca in questi anni la considerazione del teatro e il suo prestigio presso la società, nei vari strati sociali (parlando di scenotecnica si glissa completamente tutta la stagione cinquecentesca dei comici itineranti della Commedia dell'Arte) tarda a formarsi una cultura specializzata e dedicata in campo scenografico.
I grandi nomi che circolavano fra i palcoscenici e i palazzi del 1500 italiano erano quello di Ercole Albergati (detto Zafarano, fine XV sec.), Baldassarre Peruzzi (1481–1536), Sebastiano Serlio (1475–1554), Gerolamo Genga (1476–1551), Bernardo Buontalenti (1536–1608), Nicola Sabbatini (1574 –1654). Fra questi, solo Sabbatini è a noi noto per il suo lavoro a teatro, poiché gli altri ricoprivano diverse mansioni presso le corti di appartenenza; solitamente il ruolo di scenografo, o di architetto teatrale era affidato a chi già si occupava di mansioni simili presso la corte, quali l'ingegnere militare, l'architetto militare, il pittore o l'architetto civile. A partire dal XVI secolo vengono a sovrapporsi le mansioni dello scenografo, dello scenotecnico e dell'architetto teatrale.

### Nicola Sabbatini
Di Nicola Sabbatini (o Nicolò o anche Niccolò Sabbatini), personaggio a cavallo fra la fine del manierismo e il barocco, ci rimane il trattato: Pratica di fabbricar scene e macchine nei teatri pubblicato nel 1638 e nel quale tratta di ogni elemento necessario alla scenografia del suo tempo, dalle regole per la creazione di una prospettiva su un fondale, all'inclinazione da dare alle gradinate della platea o del palco, dall'illuminotecnica alla scenotecnica vera e propria, ossia alla modalità di progettazione di macchinari per i vari scopi. Insieme a Sebastiano Serlio e a Leone de' Sommi è ritenuto uno dei creatori dell'illuminazione artificiale dei teatri.
A lui si attribuisce la prima invenzione di un riflettore, ossia di un'attrezzatura in grado di illuminare il palco attraverso una superficie riflettente, il che può offrire una capacità di modulazione del fascio luminoso molto maggiore rispetto alla luce diretta. Pare che abbia collocato un catino lucidato dietro a una lampada, riuscendo a direzionare il fascio di luce in una precisa zona del palco. Esperimenti di questo genere erano nello spirito del tempo, quando si avvertì la necessità di una maggiore suggestione spettacolare da parte del palcoscenico e poter colorare, graduare e direzionare la luce era un passo fondamentale, non per un gusto di mimesi verso la natura ma per andare incontro alle necessità immaginarie dello spettatore dell'epoca, soprattutto per la resa luminosa delle glorie celesti e delle apoteosi. 
Sempre a Sabbatini si attribuisce l'introduzione del cambio di illuminazione coordinato con il copione, fu inoltre il primo a utilizzare le lanterne magiche per proiettare le immagini sul palcoscenico e a creare degli strumenti per effetti acustici, come la "scatola del tuono", un macchinario che consisteva in pesanti sfere di ferro (attorno ai 15 chilogrammi) o di pietra, le quali venivano fatte rotolare al disopra di scale di legno quando l'effetto era richiesto dal copione. Sabbatini studiò anche i vari modi per realizzare dei mutamenti di scena a vista, che nel resto d'Europa vennero generalmente riconosciuti come Scena all'Italiana. Fra le diverse tecniche citate nel suo trattato si trovano:
- quinte d'angolo: pannelli piani ai lati del palcoscenico e quali venivano girati come le pagine di un libro;
- periaktoi: pannelli verniciati sulle facce di triangoli diritti, che venivano voltati facendo scorrere gli otturatori, i quali erano guidati da alcune scanalature del pavimento;
- sipari scorrevoli: la scena scendeva dall'alto, su quella precedente;
- saracinesche: facendo scorrere uno scenario piano che saliva velocemente da sotto il palcoscenico per mezzo di contrappesi.

Per Nicola Sabbatini vale all'inverso la condizione degli altri artisti sopra citati: essendo il suo lavoro fortemente influenzato dalla prospettiva scenografica si tende a dimenticare gli altri suoi impieghi in campo artistico, ingegneristico e architettonico.
Di Leone de' Sommi, del quale la storiografia tralascia spesso l'origine ebraica e quindi ne cela il nome originale di Yehuda, è da citare la presenza alla corte dei Gonzaga di Mantova. Anche se non è stato tramandato quale fosse il suo vero incarico, è appurato che scrisse i "Quattro dialoghi in materia di rappresentazioni sceniche" pervenutici in una sola copia manoscritta e compilati probabilmente tra il 1556 e il 1589. In questi testi Leone fornisce le prime indicazioni dell'epoca moderna sull'arte della recitazione e della messa in scena, parlando per la prima volta di dizione, linguaggio del corpo, costume e trucco sempre tenendo conto di un certo realismo, e infine di scenografie urbane plausibili; il che indirettamente può far intuire il fatto che probabilmente spesso le scenografie mostrassero delle discrepanze con la realtà, a differenza dei loro bozzetti giunti sino a noi in cui la scena sembra un continuum spaziale perfettamente proporzionato in ogni sua parte e in relazione ai personaggi.
Viene citato insieme a Sabbatini come inventore dei riflettori poiché sempre nei dialoghi fornisce un espediente per realizzare una luce diurna naturale senza mostrarne la sorgente, che consiste nel celare le lampade dietro alle quinte e alle colonne e porre dietro di esse degli specchi di modo che riflettessero la luce in maniera più omogenea.

## Il XVII e XVIII secolo: il barocco e il trionfo della macchineria

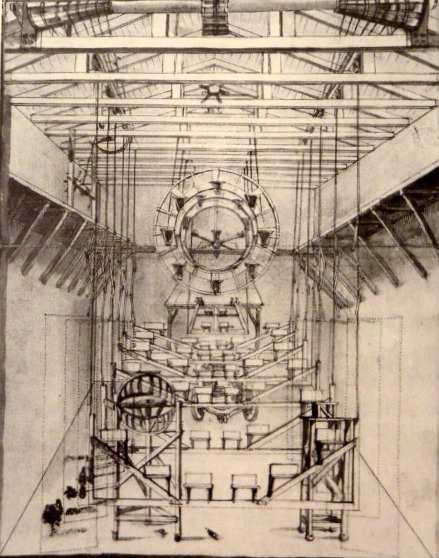
Retroscena del Teatro San Salvador di Venezia nel 1676

Gli studi del XVI secolo segnarono un punto fondamentale per la realizzazione delle scenografie a teatro non meno di quanto lo furono le macchine progettate dal Brunelleschi e dai suoi aiutanti più di un secolo prima. Il XVII secolo è il momento di massima attenzione verso le prestazioni della scenotecnica, soprattutto nei teatri della penisola italiana poiché con l'evoluzione della società cittadina rinascimentale nel mondo sempre più sfarzoso delle corti locali nacque un gusto nuovo con una maggiore propensione verso la magnificenza e lo stupore visuale; sia per soddisfare l'occhio degli spettatori sia per dar sfogo alle ampie ricerche sulla meccanica che caratterizzarono il secolo barocco, nel quale si inventarono marchingegni di ogni genere a volte senza una reale funzionalità. In poche parole, la scena seicentesca ruotava attorno a una sola prerogativa: il trompe l'œil (dal francese: "inganno dell'occhio").
Sotto il profilo storico il 1600 fu il secolo dell'indebolimento politico ed economico delle signorie italiane, lento processo iniziato nel 1494, a favore dei grandi imperi e degli stati nazionali europei e ne conseguì una significativa diaspora dei richiestissimi artisti italiani, di qualsiasi specializzazione, i quali del tutto avvezzi alla pratica del viaggiare ampliarono la propria scala d'azione dalle corti italiane a quelle europee. Nell'ambiente europeo si stabilì perciò una comunanza di conoscenze scenotecniche basilari, favorita sia dalle peregrinazioni degli stessi architetti sia da quelle delle loro idee e progetti in forma di libri e trattati grazie al sempre maggiore utilizzo della stampa.
In questo periodo le attività teatrali più importanti erano sostenute dai teatri di corte, quindi sussidiati da un singolo, ed essendo l'effetto prospettico di una scenografia sensibilmente relazionato al punto della sala dalla quale viene osservata, gli architetti e gli scenografi del tempo si preoccuparono di realizzare degli impianti a prospettiva centrale tenendo il punto di vista ideale al centro della platea. 

### La prospettiva come fulcro della scenografia
Il punto di vista del principe, ossia la collocazione migliore dalla quale guardare lo spettacolo, fu individuato già da Sabbatini come il posto centrale della settima fila a partire dal palco. 
A tutt'oggi, sebbene non venga più utilizzata come norma la prospettiva centrale e a punto di fuga centrale nei teleri dei fondali, la progettazione delle scenografie risente di tale retaggio del passato. Per il cambio rapido di scena rimase in uso l'utilizzo dei periaktoi. Prese inoltre grande voga la quinta su telaio detta armata, costituita da un fondale inchiodato a un'intelaiatura lignea inserito in scena dal lato o calato dal soffitto, oppure interamente in tela con due strisce di legno in testa e al piede detta graticciata, esclusivamente calante dalla soffitta.
Già nel 1544, uno studioso francese, il Philander, aveva dato alle stampe un commento a Vitruvio, descrivendo che oltre al sistema dei Periaktoi, definiti in latino Scaena volubilis, si trovava descritto nel trattato latino anche il sistema detto della Scaena ductilis: "...per mezzo di pannelli tirati di lato si rivelava l'interno di quella o quell'altra scena".
Giovan Battista Aleotti, nel 1606, l'aveva impiegata al teatro dell'Accademia degli Intrepidi a Ferrara, mentre nel 1640 l'inglese Inigo Jones l'adottò nell'allestimento di un intermezzo teatrale. Nel 1659 questi nuovi tipi di mutamenti di scena vennero descritti nel loro funzionamento tecnico in un libro raccolto in 3 di Jean Dubreuil dal titolo tipicamente barocco: La perspective pratique, nécessaire a tous Peintres, Graveurs, Sculpteurs, Architectes, Orfevres, Brodeurs, Tapissiers, et autres se servans du Dessin. Par un Parisien Religieux de la Compagnie de Iesus.
Tali modalità di mutamento scenico erano nuove per l'Europa, ma già da tempo utilizzate nella penisola italiana. 
Nella pratica di costruzione degli edifici teatrali diffusa in quel tempo era d'abitudine la disposizione a scalare delle quinte le quali, al fine di accentuare la capacità prospettica di un palco di profondità limitata, erano disposte sempre più vicine fra loro con il crescere della distanza che le separava dal boccascena. Lo spazio praticabile nella zona del palcoscenico più remota era quindi nettamente inferiore rispetto a quello del boccascena, quasi il 50% in meno, e le quinte angolari, rappresentanti di solito palazzi cittadini o file di alberi, nel procedere verso il fondale diminuivano di altezza. Questo espediente era necessario per accentuare l'effetto prospettico ma qualora vi si fosse posto vicino un attore in carne e ossa il gioco della prospettiva sarebbe caduto immediatamente.
Tuttavia, la sproporzione ingannevole della scenografia non era un problema per gli attori, i quali recitavano solamente a ridosso del boccascena per motivi di visibilità e di illuminazione; anzi, la disparità di dimensioni fra gli apparati scenografici prossimi al fondale e le figure umane in carne e ossa venne tramutato in un punto di forza dagli scenografi e scenotecnici dell'epoca per una maggiore resa d'effetto nell'entrata in scena delle glorie celesti e dei trionfi, nei quali, essendo le figure umane di molto sproporzionate rispetto alla realtà scenica circostante, parevano essere realmente delle entità soprannaturali dalle dimensioni grandiose (anche se bisogna tuttavia dire che probabilmente l'effetto risultava spesso artificioso e posticcio).
La parte superiore del palcoscenico era costituita da una serie di quinte calanti dall'alto dipinte a cielo che proseguivano fino al fondale per dare l'illusione della volta celeste.
Talvolta, per la resa scenica del cielo veniva utilizzato l'espediente dei "cieli spezzati", il quale constava di una serie di pannelli arrotondati o lineari, posti in diagonale rispetto al piano del palco posti progressivamente sempre più bassi sulla linea del palco nell'approssimarsi del fondale. Tali pannelli erano sorretti da corde inserite in carrucole e tramite un sistema di contrappesi, con un argano o più semplicemente tramite la forza di braccianti, potevano essere spostati, calati o alzati in scena per consentire l'entrata in scena dalla soffitta delle attrezzature "volanti" quali ad esempio i carrelli delle divinità.
Con un maggiore utilizzo della macchineria e della prospettiva sulle scene europee aumentano anche i trattati riferiti all'argomento. Nel XVII secolo il matematico Guidobaldo del Monte pubblicò uno studio in sei tomi, la Perspectiva libri sex, opera nella quale si trova anche una sezione dedicata alla scenografia. Questo libro rappresenta la prima analisi delle leggi della prospettiva e spalanca un nuovo mondo di meraviglie a coloro che erano interessati ai problemi della scena, suggerendo un metodo prospettico approcciato in maniera scientifica e matematica destinato ad avere fortuna in campo scenico.
Nel 1672 viene pubblicato lo scritto di Giulio Troili di Spilamberto detto Paradosso (1613-1685) e qui riportato nella sua titolatura di età barocca: Prospettiva pratica da usare in teatro (Paradossi per pratticare la prospettiva senza saperla, fiori, per facilitare l'intelligenza, frutti, per non operare alla cieca. Cognitioni necessarie a pittori, scultori, architetti.) il quale tratta in maniera agevole di studi prospettici intrapresi da artisti passati quali Leon Battista Alberti e Albrecht Dürer, dell'utilizzo del pantografo (strumento utilizzato per ingrandire o rimpicciolire i disegni) nonché della prospettiva da applicare in campo bellico.
In questo trattato vennero esposte per la prima volta le leggi prospettiche da applicare a delle quinte diagonali rispetto al boccascena. Seguono poi i libri di Andrea Pozzo (1642-1709) e Ferdinando Galli da Bibbiena (1657-1743), scenografo e scenotecnico, pittore, architetto inventore della prospettiva ad angolo di cui si parlerà più avanti.

### Giacomo Torelli
In questo periodo la storia della scenografia si identifica in maniera significativa con l'opera di Giacomo Torelli (1608-1678) soprannominato "il grande mago" o "il grande stregone" per le sue capacità di stupire con cambi di scena rapidissimi e inimmaginabili per i contemporanei; egli fu "lo scenografo italiano" e incarnò completamente l'ideale dell'artista peninsulare ricercatissimo da tutte le corti europee. Nel 1645 venne chiamato a Parigi dalla regina Anna d'Austria come scenografo per la compagnia della Commedia Italiana, ma lavorò anche per la compagnia di Molière e come scenografo per dei balletti, molto apprezzati dal Re Sole.

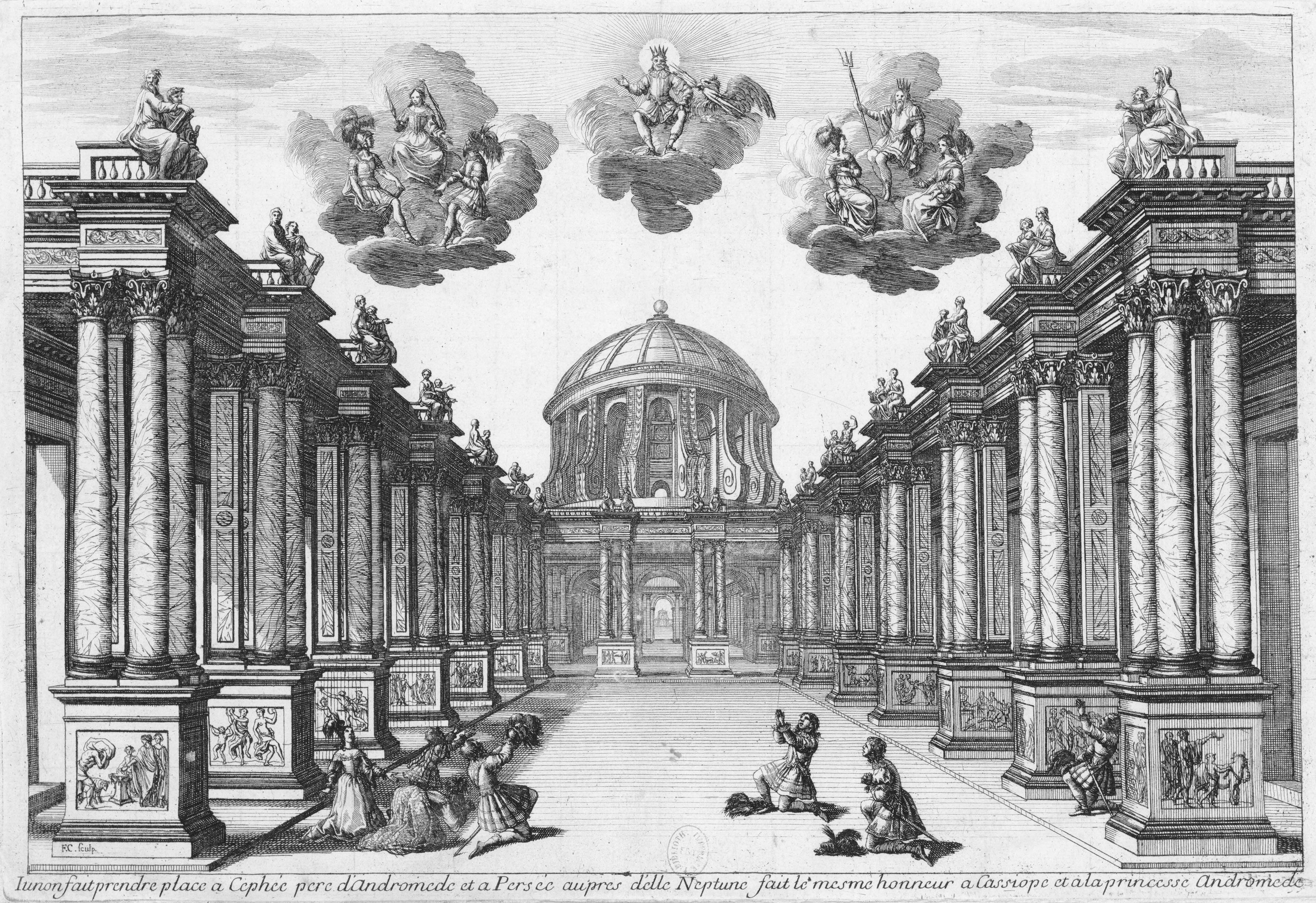
Disegno scenico per lAndromède di Pierre Corneille (Parigi, 1650)

Nel suo periodo parigino portò lo stile di composizione scenografica italiano al massimo splendore con le sue realizzazioni per gli spettacoli alla corte di Luigi XIV. Tornato in Italia nel 1661 diresse i lavori per la progettazione del Teatro della Fortuna di Fano affiancato dal sopracitato Ferdinando Galli da Bibbiena.
Giacomo Torelli perfezionò l'uso delle quinte forate e contornate con rinforzi in legno sottile o tela; portò al massimo punto di espressione anche la tecnica del punto di fuga centrale e della prospettiva infinita, dopodiché ne concluse la parabola portando per la prima volta in teatro delle prospettive di spazi chiusi. L'introduzione di questi apportò delle nuove necessità in campo scenotecnico poiché erano necessari macchinari in grado non solo di cambiare fondali e quinte laterali ma anche i soffitti, per mutarli in cieli aperti. Torelli si dedicò alla progettazione anche delle macchine teatrali necessarie per esprimere le innovazioni da lui introdotte. 
Non solo l'introduzione di un nuovo ritmo narrativo che alternava interni ed esterni ma anche l'introduzione di elementi scenici a ridosso del boccascena, quali fontane o colline, per chiudere la visuale sulla maggior parte del palco ma che permettevano sempre di intravedere degli scorci di fondale al di là di esse in modo da rompere l'unità dello spazio scenico e trasformarne la percezione da parte dello spettatore in uno spazio più realistico. È facile immaginare lo stupore dei contemporanei, assuefatti ai fondali a prospettiva infinita e alle quinte laterali, dinnanzi alle scenografie del Torelli.
Inoltre viene sottolineata la rapidità dei cambi di scena grazie a nuovi macchinari mossi da squadre di 8 uomini ciascuna: si racconta che in pochi secondi si poteva passare da una scenografia silvestre a una marina. Non solo macchinari necessari al cambio di scena ma anche marchingegni per figure volanti, carri divini, apoteosi mistiche, attrezzi per simulare gli effetti dei mutamenti atmosferici, di incendi, passaggi di nuvole, tuoni e fulmini. È evidente che all'epoca c'era una tensione degli scenografi verso la mimesi della natura e Torelli era colui che più compiutamente era in grado di rappresentarla sulla scena. 
In questo periodo sono attivi anche Gaspare Vigarani (1586-1663); Alfonso Rivarola detto il Ghenda (1591-1640); Stefano Orlandi (1681-1769); Vittorio Bigari (1692-1776); Giovanni Servadoni (1695-1776); numerosi esponenti della famiglia dei Galli da Bibbiena, iniziata dal pittore Giovanni Maria Galli da Bibbiena (1619-1665), proseguita dai suoi figli Ferdinando (1657-1753) e Francesco (1669-1756) e poi dai nipoti Antonio (1700-1774); Giuseppe (1696-1756); Alessandro (1687-1769); Giovanni e Carlo (1725-1787), i quali operarono in tutta Europa, lasciando disegni di scenografie che ancora destano meraviglia per la loro fantasia e bellezza; si disse che i Bibbiena erano "nati per i sovrani sapendo far miracoli di magnificenza, come i sovrani erano nati per i Bibbiena, occorrendo per la loro opera fiumi di denaro".

### I Galli da Bibbiena
Il capostipite della famiglia Galli da Bibbiena fu il pittore Giovanni Maria Galli, proveniente dalla cittadina di Bibbiena, oggi in provincia d'Arezzo, ma colui che più di ogni altro portò in alto il nome della propria casata fu il figlio di questi: Ferdinando Galli da Bibbiena.

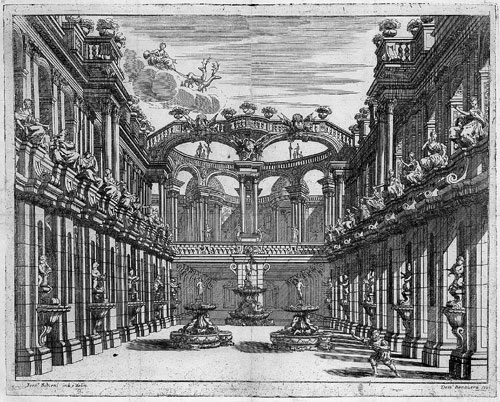
Una scenografia teatrale del Bibbiena, con l'utilizzo delle quinte prospettiche

Ferdinando iniziò la sua carriera come pittore, autore di affreschi oggi perduti, oltre ad aver lavorato a Fano insieme a Torelli trascorse 28 anni presso la corte Farnese, prima al servizio di Ranuccio II e poi di Francesco. Per curiosità si legge a suo riguardo nei Mastri Farnesiani (1693-1698) che dal primo agosto 1687 egli avrebbe ricevuto mensilmente 540 pezzi aumentati di 10 doppie "con questo però che il suddetto non debba divertirsi à lavori estranei o d'in altri Paesi. [...] Il suddetto signor Bibbiena oltre il posto di suo pittore, è anche stato dichiarato di quello di suo architetto", il che indica la forte domanda di cui era oggetto Ferdinando da parte delle altre corti italiane ed europee.
Lavorò moltissimo, anzi forse in misura maggiore, come architetto soprattutto in centro Italia. Nel 1708 si recò a Barcellona come sovrintendente agli spettacoli per il matrimonio di Carlo III d'Austria, futuro imperatore Carlo VI, dopodiché dal 1712 al 1717 si spostò con il fratello Francesco e il figlio Giuseppe a Vienna, dove realizzò scenografie per la corte imperiale. Fu autore di tre trattati di architettura e prospettiva fra cui L'architettura civile preparata su la geometria e ridotta alle prospettive del 1711 nel quale teorizza la veduta angolare della scenografia, usata per la prima volta nel 1694 a Bologna dal pittore Marcantonio Chiarini (1652-1730), attivo a Bologna, Milano, Lucca e anche a Vienna. Queste regole prospettiche, che si basavano sulla disposizione di due punti di fuga laterali esterni alla scena, permettevano di creare un fondale impostato su linee prospettiche indipendenti da quelle della sala, senza che il palco fosse la continuazione ideale della platea, rendendo così lo sfondo più fruibile dalle diverse angolazioni e non solo dal punto di vista del principe. Tale espediente funzionava anche per stimolare in maniera considerevolmente maggiore la fantasia dello spettatore nascondendo l'infinità spaziale prima mostrata al centro del palcoscenico, poiché l'ambientazione della vicenda narrata in uno spazio altro e infinito non veniva più data dalla sua messa in mostra ma nella suggestione che esso esistesse al di là delle quinte laterali e quindi la creazione di un altrove fantastico, di un mondo fantastico oltre il limite del boccascena, era ancora più enfatizzata. Le scenografie di Ferdinando furono utilizzate per molti anni anche dopo la sua morte, e nel 1787 fu addirittura restaurata una scena di "sala regia" per esser utilizzata dal collegio dei Nobili di Parma per una rappresentazione del Serse.
Per il resto, la famiglia dei Bibbiena fu sempre in primo piano durante tutto il secolo XVIII, i suoi membri furono attivi presso le corti reali e imperiali europee, intrecciando spesso collaborazioni familiari fra loro stessi. Ritroviamo difatti Giuseppe e Antonio Galli Bibbiena, rispettivamente il secondo e il terzo figlio di Ferdinando, alla corte imperiale di Vienna in qualità di ingegneri teatrali e architetti teatrali dopo esservi transitati insieme al padre in gioventù. Antonio svolgerà un periodo considerevole della propria vita nell'Europa dell'est, territorio interamente sottoposto all'autorità imperiale e nel 1747 verrà insignito anche del titolo di architetto imperiale. Giuseppe, si distinguerà come il padre per le sontuose decorazioni e scenografie realizzate per i teatri imperiali di Vienna, Monaco, Dresda, Bayreuth e Praga.
Altri membri della famiglia si dettero alla pittura o all'architettura realizzando anche edifici teatrali, accompagnandosi al mutare del gusto del secolo che progressivamente scivolò dall'illusionismo barocco e dal tripudio delle forme allo stile di corte, chiaro e cristallino elaborando progetti fin alle soglie della stagione neoclassica.

## Dal Barocco al Neoclassico, il XVIII secolo

### Il mutamento del gusto comune
Si apre in quest'epoca che va dal Barocco al Neoclassico la stagione dell'illuminismo e della monarchia illuminata, con forte accentramento in filosofia e nella mentalità corrente verso la razionalità e della vita statale e sociale attorno alla figura del monarca. In conseguenza a un mutamento nei costumi e nelle attitudini sociali, nell'assetto sociale e politico e negli orientamenti intellettuali dell'epoca mutò nuovamente il gusto estetico in favore di una sensibilità artistica nuova che avvertiva l'esigenza di una maggiore plausibilità razionale delle rappresentazioni sceniche e di uno stile la cui bellezza nascesse dalla finezza della sobrietà. Fu la scoperta di un'estetica più intima, scaturita più dall'armonia fra le parti che non dal tripudio delle decorazioni, più dalla soddisfazione intellettuale offerta dalla trama e dalle liriche che non dall'appagamento dell'occhio.
Ritornando alla citazione di Bruno Mello posta come introduzione ricordiamo che la essa racchiude in sé anche la costumistica in quanto arte dell'ideare, disegnare e realizzare i costumi dei personaggi. Variando questo parametro della scena ne conseguirono poi le variazioni di tutti gli altri e proprio da questo punto iniziò a essere tangibile a teatro il mutamento dello stile.
l primo tentativo di contestualizzazione storica della scena attraverso i costumi ebbe luogo in Inghilterra già nel 1725 per opera di Aron Hill, il quale aveva suggerito, per un dramma su Enrico V, che i costumi indossati dagli attori fossero simili a quelli indossati realmente sotto quel re. In Italia il primo a proporre un allestimento con costumi realistici fu Antonio Conti a Venezia per il Giulio Cesare di Shakespeare. Una curiosità al riguardo di tale allestimento: fu la prima messinscena italiana documentata di un dramma del grande drammaturgo inglese, il suo nome appare infatti nel carteggio del Conti in una versione bizzarramente italianizzata in "Sasper" ed è riconosciuto come il corrispettivo anglosassone di un allora più famoso drammaturgo: viene difatti indicato nel carteggio come "il Corneille inglese".
Dopo la ricerca storica sui costumi ne derivò quella sulla scenografia per opera di William Capon, il quale lasciò molti bozzetti della fine XVIII secolo in cui anche le scenografie shakespeariane facevano riferimento a reperti architettonici dell'epoca elisabettiana.
La completa affermazione di queste istanze in ambito teatrale fu segnata nel 1823 quando James Planché, ottenne l'incarico di disegnare i costumi per un King John di Shakespeare e si avvalse dell'aiuto di numerosi studiosi e della consultazione di codici miniati, dipinti e bassorilievi del Medioevo per ricostruire con consapevolezza acquisita una scena totalmente storicizzata. Ma lo sviluppo del costume e della scena non sono gli unici binari su cui si mosse l'evoluzione della scenotecnica occidentale; altre innovazioni e invenzioni, di carattere sia materiale sia culturale, avevano segnato il passo in modo indelebile dalla seconda metà del XVIII secolo in poi.

### Le teorie estetiche di Winckelmann
Il colpo di grazia definitivo allo stile seicentesco lo diedero le nuove ricerche e scoperte archeologiche che trassero impulso da un rinnovato interesse verso la filologia classica che rivoluzionarono la temperie intellettuale sul suolo europeo sancendo un nuovo atteggiamento verso lo studio della storia dell'arte che influenzerà tutte le scuole successive imponendosi come termine di paragone obbligatorio. Sono questi gli anni in cui prendono piede le nuove teorie estetiche di Johann Joachim Winckelmann (1717-1786), il quale fu il primo ad adottare, nella storia dell'arte, il criterio dell'evoluzione degli stili cronologicamente distinguibili l'uno dall'altro e a individuare una discendenza dello stile artistico occidentale da quello greco classico. Celebri sono i suoi studi sull'arte nell'antichità, che modificarono il gusto dei suoi contemporanei, contribuendo al tramonto dello stile barocco e rococò in favore di quello neoclassico. 
Tutti questi fermenti culturali esterni al mondo del teatro modificarono l'occhio degli spettatori, i quali svilupparono una ricerca sempre maggiore di accuratezza e complessità, sicché dal piacere per la ricostruzione filologica della scena si passò alla ricerca del suo realismo. Il teatro del primo ottocento fu dominato da tali influssi: le messinscene, specialmente quelle in prosa, accentuarono la ricerca verso l'imitazione più realistica possibile della natura e della vita quotidiana, quindi con un'attenzione anche ai rumori e agli effetti paesaggistici con la conseguente ricerca costante di nuovi marchingegni atti alla loro riproduzione.
Con il richiamo a un'estetica più essenziale e a una trattazione più filologica dell'epoca classica venne stigmatizzata la pratica delle grandi variazioni sceniche, delle grandi entrate delle divinità pagane, retaggio delle glorie celesti medievali. Venne meno la superficialità percepita come artificiosa in favore di un gusto sempre più essenziale e anche a un utilizzo più deciso della drammaturgia in campo teatrale.
Quindi si dismisero anche i grandi macchinari per il moto scenico in auge nel secolo precedente e si puntò la ricerca scenotecnica e scenografica su altri aspetti fino ad allora piuttosto periferici. Il tassello fondamentale per completare la transazione verso un realismo della visione e non solo dei contenuti era l'impiego della luce, e la restituzione di una luce naturale era assolutamente impossibile con i sistemi tradizionali.

### La rivoluzione della luce e delle lampade
Candele o lampade erano solitamente collocate dietro le quinte laterali e alla ribalta, ma questo significava avere un'illuminazione costantemente interna alla scena e di difficile regolazione, mentre con l'introduzione delle scene di camera si pose la necessità di trovare un modo per illuminare il palcoscenico dall'esterno in modo da imitare la luce solare, ma non era ancora stato inventato alcun dispositivo in grado di generare una luce tanto forte da poter gettare luce a una tale distanza.
La rivoluzione della luce avvenne con l'introduzione dell'illuminazione a gas, dal 1822 presente all'Opera di Parigi e dal 1850 presente in tutti i teatri d'Europa. Ma una delle differenze principali fra le due forme di illuminazione consisteva nella capacità della lampada a gas di erogare luce a intensità regolabile, costante e soprattutto a fiamma ferma. Le scenografie concepite quindi come dipinti su superfici piane, poste dinnanzi alla lampada a gas risultarono squallidamente piatte, poiché la luce ondulante delle candele e delle lampade era in grado di creare coni d'ombra mutevoli sulle superfici sceniche invece la luce a gas, essendo fissa metteva in maggior risalto le pieghe dei teleri che non il disegno al disopra.
Il sipario ritornò a essere mobile e la gran parte dei mutamenti scenografici riprese a essere invisibili allo spettatore; mentre nel secolo precedente, secondo la maniera inaugurata da Torelli, i cambi di scena costituivano una parte integrante dello spettacolo e venivano eseguiti rigorosamente a sipario aperto.
Il nuovo gusto mutò anche la struttura architettonica dei teatri e della scena, nel 1802 Franz Ludwing Catel pubblicò uno studio intitolato Vorschlage zur Verbesserung der Schauspielhauser, che offriva suggerimenti per migliorare la progettazione dei teatri contestando il modello barocco, troppo profondo, e le sue quinte piatte a favore di scene il più possibile "plastiche" per corrispondere alle necessità del nuovo teatro contemporaneo.
Pezzo dopo pezzo l'illusionismo barocco venne demolito e vanificato nei suoi stilemi dal nuovo gusto neoclassico e dalle nuove invenzioni tecnologiche che mutarono la visione del mondo dei contemporanei, dalla nascita di una nuova sensibilità e una localizzazione dei poli economico-finanziari in aree geografiche nuove. Così il teatro dei carri volanti, delle glorie immerse nelle nuvole terminò la propria parabola insieme alle macchine progettate all'uopo. Al gusto per lo spettacolo grandioso si sostituì il gusto per il reale, tanto che a meravigliare il pubblico non erano i grandi spostamenti macchinosi di volumi ingenti sulla scena, ma la somiglianza con la realtà (sia fisica sia interiore) di ciò che veniva proposto: la presenza in scena di oggetti veri e di uso comune quali vere porte, lampioni stradali, animali vivi e una drammaturgia dal sapore meno favoloso.
All'interno di una teatralità mossa da tale gusto estetico era di gran lunga mutata la funzione della scenotecnica dall'opera di progettazione di ingegni alla scoperta di piccoli espedienti per rendere il più realistico possibile un ambiente.

## L'Ottocento, le innovazioni tecnologiche e teoriche e i teatri meccanici

### L'energia elettrica a teatro e altre innovazioni
Un'altra grande serie di invenzioni stava per spiegare le proprie ali alla storia, ed ebbero per il teatro, e non solo, un'importanza decisamente superiore a quella dell'introduzione della lampada a gas, tanto che questa sembrò solo una breve parentesi introduttiva a un'epoca di innovazioni senza precedenti.
Tale rivoluzione fu resa possibile dall'entrata in uso dell'energia elettrica, la quale investì in pieno tutto l'universo della tecnologia scenica, dall'illuminazione al funzionamento della macchineria teatrale. 
L'elettricità, in un primo tempo, divenne la nuova forza lavoro utilizzata per muovere le attrezzature all'interno dei teatri quali argani e piattaforme ascensionali, ma dopo l'invenzione della lampadina fornì anche la migliore soluzione per l'illuminazione scenica con capacità superiori alla lampada a gas. Offriva difatti maggiore intensità luminosa, maggior facilità di regolazione, e assenza di fiamma e quindi anche di emissioni tossiche e l'abbassamento dei rischi di incendio, da sempre maledizione strutturale dei teatri.
Tuttavia, l'abusata forza muscolare non venne lasciata a riposo in favore della nuova energia elettrica, poiché proprio mentre si trovava la soluzione alla messa in moto degli enormi argani e verricelli necessari per calare quinte, carri e volte celesti, far entrare quinte laterali o trascinare vascelli in scena, mutò il gusto scenico verso una scenografia plastica. Gli spostamenti della scena barocca costruita per "scenosintesi", ossia per mezzo di dipinti su supporti piatti, si risolveva nella maggior parte dei casi con un argano al posto sotto il palco al centro della scena, ma la scena ottocentesca si avvale per lo più di una costruzione "scenoplastica" della scena e questo apportava nuove problematiche. Una scenografia tridimensionale comportava l'impiego di una nutrita squadra di tecnici che spostassero pezzo dopo pezzo gli arredi dal palcoscenico. Ciò avveniva a sipario chiuso poiché non era possibile trascinare in scena degli impianti grandi quanto l'intero palcoscenico.
Iniziò la progettazione nuove macchine tese più verso il cambio completo della superficie del palco che non all'entrata delle scenografie. Nel 1879 in America venne brevettato da Stele Mackaye il primo palcoscenico doppio per il Madison Square Theater, il quale consisteva in un sistema di montacarichi che potesse calare dall'alto tutte le scene previamente montate. Nel 1896 venne creato a Berlino, da Karl Lautenschlager il primo palcoscenico girevole: mentre gli spettatori assistevano allo spettacolo posto sulla prima metà della piattaforma, sulla seconda metà si allestiva la scena successiva.
Espediente largamente sfruttato anche dal regista austriaco Max Reinhardt, il quale utilizzò un palco girevole tripartito con la possibilità di montare due diverse scene mentre una si trovava esposta al pubblico. Ovviamente i dispositivi necessari per muovere una intera piattaforma scenica di diversi metri di diametro sono stati resi possibili solo dopo l'introduzione dell'energia elettrica come forza motrice. Si ha un precedente documentato nello spettacolo organizzato da Leonardo da Vinci per il matrimonio del figlio di Ludovico il Moro, ma si trattava di un esemplare di modeste dimensioni in confronto ai palchi girevoli della fine dell'Ottocento ed è evidente che non poteva più esservi la forza muscolare dell'uomo alla base del loro movimento.
In questi anni ha inizio anche l'elaborazione di una normativa tesa a garantire una sicurezza dei teatri che ne modificò la struttura e i materiali di costruzione a partire da alcuni piccoli argomenti quali ad esempio l'obbligo di un sipario tagliafuoco in metallo, che implicava un più forte arco scenico di sostegno, inaugurando la stagione ancora corrente dell'edificio in cemento armato.
La crescente complessità delle mansioni teatrali portò progressivamente le maestranze a divenire specializzate, ponendo divisioni nei compiti dove tradizionalmente non erano mai state applicate, inaugurando una pratica che prosegue fino ai giorni nostri. Sicché la mansione dello scenografo divenne lentamente differente da quella dello scenotecnico, poiché per svolgere questo mestiere iniziarono a essere necessarie, ai fini della sicurezza, conoscenze elettricistiche e di meccaniche più che artistiche.

### Le teorie teatrali che influenzarono la scenografia a cavallo fra XIX e XX secolo
Sono questi però anche gli anni in cui vennero alla luce una dopo l'altra in maniera spontanea e spesso contemporanea tutte le nuove teoriche teatrali che condizionano ancor oggi il mondo del palcoscenico, quindi è impossibile tracciare una linea della storia unica, poiché con la diffusione delle conoscenze, di nuovi modi di far teatro e di nuovi stili, ne consegue che la produzione di macchinari scenici si sviluppò in maniera differente a seconda della zona geografica e del gusto teatrale della regione. Tendenzialmente, nei territori animati per diversi motivi da un certo tradizionalismo, dove era ancora forte la presenza di una teatralità popolare e tradizionale, quali la Russia o la penisola italiana, la modalità di progettazione scenografica subì meno evoluzioni rispetto a paesi orientati verso un costante progresso quali la Francia, l'Inghilterra, la Germania o gli Stati Uniti d'America.
L'Italia, nel complesso delle nazioni europee, fa eccezione a quasi tutto quanto viene detto, poiché vennero mantenute molte delle direttrici con le quali veniva allestito uno spettacolo all'inizio del secolo XVIII per svariati motivi fra i quali il gusto per un teatro popolare molto marcato, il processo di impoverimento delle nobiltà locali e l'impossibilità di sostenere larghe spese, una singolare e mutevole organizzazione interna delle compagnie teatrali, una legislazione nazionale inadeguata (nel periodo post-unitario) nonché, in ultima analisi, anche l'assenza di una tradizione drammaturgica di alto livello dei secoli precedenti. Fino all'inizio del Novecento difatti non fu prassi comune la scelta di costumi e arredi e fondali scenici pertinenti al periodo storico della narrazione, ma spesso nemmeno in relazione a quelli degli altri personaggi in scena, essendo i costumi di proprietà privata degli attori e quindi proporzionati alle loro ricchezze. Tuttavia una peculiarità la successione di tre generazioni di attori dalla caratura eccezionale, apprezzati in tutta Europa per le loro capacità recitative, richiesti in teatri esteri sebbene recitassero solo in lingua italiana.
Nel resto d'Europa iniziò una stagione di ricerche e speculazioni in diverse direzioni e con diversi scopi, uno dopo l'altro in tutti i paesi del vecchio continente: talvolta l'oggetto di codesti ragionamenti era l'attore, talvolta la totalità della scena, poi l'atmosfera, la luce, un ideale da trasmettere, l'espressione dei propri sentimenti e delle proprie sensazioni, e in alcuni casi specifici anche la scenografia e la sua costruzione. Anche quando il percorso artistico e teorico di un regista o di un teorico non si trovò a vertere direttamente sulla scenografia, essa ne venne comunque influenzata, e sebbene non fosse al centro della loro speculazione artistica, assunse di riflesso accezioni differenti.
In pochi anni sorgono con un ritmo e una frequenza mai vista prima nella storia del teatro diverse scuole con diversi utilizzi della scenografia, in antitesi con l'allora in auge gusto realista e naturalista, sebbene risalga ai medesimi anni l'acme teatrale delle direttive naturaliste dettate da Émile Zola grazie all'opera di Andrè Antoine (1858-1843) e del suo Théâtre Libre fondato nel 1887. Antoine abolì i fondali scenici, che rimanevano pur sempre il modo più economico per creare una scenografia in favore delle scenografie plastiche, impostate con veri mobili, pareti e porte, raggiungendo l'idea della famosa "quarta parete" invisibile che separava il pubblico dagli attori, offrendo sulla scena, in un'espressione chiave: una "tranche de vie".
Se si vuole individuare grande punto di partenza comune per parecchie teorie estetiche a cavallo fra la fine del XIX e XX secolo, esterne rispetto al realismo, si può fissare convenzionalmente l'opera di Richard Wagner (1813-1883), dalla cui riflessione in materia teatrale presero le mosse numerosi registi e teorici successivi.
Fra questi si distinse per la sua importanza sullo sviluppo della scenotecnica Adolphe Appia (1862-1928), il quale non ebbe a che fare direttamente con la materia ma indirettamente ne indusse l'evoluzione. Egli infatti riabilitò in ambito teorico teatrale, oltre alla musica in quanto elemento che da ritmo al movimento e alla recitazione, anche la luce. Essa venne difatti definita come un mezzo fondamentale per creare lo spazio e l'atmosfera ma soprattutto come mezzo di espressione incomparabile, con il quale lo scenografo può far intendere una determinata interpretazione psicologica della scena in corso grazie alla direzione e ai colori che essa poteva assumere.
Progressivamente l'illuminazione della scena diverrà l'elemento di massima suggestione psicologica. A questa esaltazione della luce in via teorica introdotta nel dibattito estetico degli inizi del XX secolo da Appia segue l'esperienza di Gordon Craig (1872-1966) e delle sue scenografie mobili conosciute con il nome originale di "screens", letteralmente "schermi". Si tratta di pannelli mobili in grado di configurarsi in modo diverso a seconda delle esigenze, spostati per mezzo di tiranti contrappesati in grado di far loro assumere qualunque posa, in verticale o anche in diagonale disegnando spazi dal carattere più o meno figurativo, tesi più che altro a rendere gli stati d'animo che non degli ambienti reali.

## Konstantin Stanislavskij
A rivoluzionare il mondo della recitazione sorse poi la scuola russa, capitanata da Konstantin Stanislavskij e Vladimir Ivanovič Nemirovič-Dančenko con la loro attività presso il Teatro dell'Arte, fondato nel 1898, che renderà Mosca una delle grandi capitali del teatro europeo.
A tale riguardo dell'utilizzo della scenografia è significativa la sua frase: 
Una delle sue introduzioni fu il fondale nero di velluto per nascondere la profondità della scena e aumentare la suggestione sull'immaginazione degli spettatori, inoltre introdusse l'oscuramento della sala, l'utilizzo del sipario per delimitare i tempi scenici, l'imposizione del silenzio in sala durante la rappresentazione.
Stanislavskji apportò una rivoluzione in seno a parecchie variabili della teatralità che spostò l'asse della speculazione teorica dal gusto per il realismo (senza mai però venir meno alla figuralità della scenografia) a quello per la poetica del teatro, cioè al "fare" il teatro, dal testo all'azione scenica concretizzata dall'attore aprendo il campo a successive speculazioni teoriche in evoluzione l'una sulla base dell'altra quali i lavori di Mejerchol'd, Jerzy Grotowski, e Peter Brook.

## Le avanguardie del Novecento
Se il teatro è una delle lenti attraverso le quali si può guardare a una società durante la storia, il teatro del XX secolo corrisponde perfettamente alla nuova società eterogenea che si stava creando, in costante e turbinoso mutamento. Si elaborarono una serie di vie alternative mai sperimentate prima per creare un teatro nuovo, sempre in evoluzione come la società che lo esprimeva o per la quale veniva creato.
Le nuove e differenti teoriche che presero piede a partire dalla fine del XIX secolo promossero un utilizzo del palcoscenico sempre più lontano dall'uso realista. Il gusto per una teatralità il più possibile vicina alla realtà tramontò per opera di numerose avanguardie che sorsero in ogni paese d'Europa, le quali, pur essendo nate in luoghi e momenti differenti, con intenti differenti miravano alla destituzione del realismo prima e della figuratività poi dal panorama teatrale.
Nacquero movimenti come il futurismo, il cubismo, il costruttivismo, che sfociarono in intensi dibattiti ed esperimenti che coinvolsero lo spazio teatrale nella sua totalità. Nel costruttivismo si propose l'uso di nuove strutture meccaniche e l'esaltazione di un corpo umano atletico e dai movimenti quasi meccanici; nel futurismo si propose un ammassamento delle forme; nel cubismo la differenza dei piani. Ogni corrente artistica proponeva un proprio uso della scenografia in ambito teatrale: espressionismo, dadaismo, surrealismo, simbolismo. A seconda dell'area geografica e del momento storico vennero intraprese strade differenti. In un ambiente tanto variegato è impossibile seguire con precisione lo sviluppo della macchineria scenica, anche perché tendenzialmente il primo oggetto che veniva coinvolto nell'opera di sperimentazione era la collocazione e la forma del palcoscenico. L'unica eccezione è data dal progressivo lavoro di innovazione e ricerca applicato all'illuminotecnica.

### Modifiche al palcoscenico
D'improvviso lo spazio tradizionalmente definito palcoscenico sembrò non corrispondere più alle esigenze dei registi e degli sperimentatori più audaci: già agli inizi della prima guerra mondiale lo scenografo e disegnatore industriale americano Norman Bel Geddes (1893-1958) propose il primo esempio di teatro tridimensionale a negazione della quarta parete che imponeva una visione da un solo lato della scena. Egli pubblicò prima uno studio su un tipo di palcoscenico triangolare posto in uno degli angoli della sala e successivamente a un palco rettangolare posto al centro dello spazio con il pubblico disposto su entrambi i lati. Nel 1927 Walter Gropius (1883-1969) propose in Germania l'idea di "Teatro Totale" come una struttura teatrale in cui il pubblico è disposto a 360° attorno al piano scenico, mai fisicamente realizzato.
Si possono tendenzialmente considerare le scenografie del periodo come improntate verso una modernizzazione e rottura con il passato, soprattutto in merito all'utilizzo della luce e l'assenza dei teli di fondo a favore di una scenografia più spesso plastica e tridimensionale.
Sempre in termini generici si possono trovare due tendenze nelle modalità di progettazione scenografica: la scenografia di suggestione, la quale si avvale di colori ed effetti luminosi per esercitare un potere quasi ipnotico sull'inconscio dello spettatore creando un'atmosfera che era impossibile contemplare con distacco, e la scenografia neutra, la quale si compone di elementi molto semplici e poco suggestivi in modo da esercitare la minore coercizione possibile sulla fantasia dello spettatore e permettergli di dominare lucidamente tutto il processo narrativo al fine di portarlo a un'acme intellettuale senza annullarne la volontà.
Nel primo gruppo si possono inserire alcune scenografie romantiche, simboliste, futuriste, le allegorie rituali di Fuchs, gli effetti spettacolari di Léon Bakst (1866-1924) elaborati per i balletti russi di Sergej Djagilev e Max Reinhardt (1873-1943), ai quali possiamo trovare un antenato comune in Richard Wagner; mentre nel secondo gruppo possiamo inserire per certi aspetti le scenografie naturalistiche più distaccate, presenti in scena solo come documentazione oggettiva, alcuni esempi di costruttivismo, ma soprattutto il "teatro Epico" di Bertold Brecht (1898-1956).
A Parigi si faceva invece strada una tendenza opposta grazie ai Balletti Russi, nei quali si rivalutava la tela dipinta come fondale, affidata sovente a grandi nomi della pittura quali Picasso, Braque, Matisse e altri ancora.

### Il Futurismo
In ambito futurista si cercò la rottura definitiva con il passato sotto ogni aspetto, con la critica alla drammaturgia passata, al melodramma, al dramma borghese, al teatro classico, all'utilizzo di una metrica. Solo il teatro di varietà venne considerato da Filippo Tommaso Marinetti e i suoi come moderno, veloce, anti-lirico e capace di stupire, si trova difatti sul manifesto del movimento futurista: "il Futurismo vuole trasformare il Teatro di Varietà in teatro dello stupore, del record e della fisicofollia".
In campo scenografico fu fondamentale l'esperienza di Enrico Prampolini (1894-1956), il quale mosse dapprima il suo attacco teorico alla tradizione con il trattato Scenografia e coreografia futurista, nel quale propone l'abolizione della scena dipinta, ancora largamente usata in Italia, e la sostituzione della scenografia con un insieme di strutture tese alla generazione di emozioni violente e dirette e che abbia una costruzione che richieda una decodifica da parte del pubblico per potersi caricare di valore espressivo.
Egli eleva inoltre lo scenografo al rango di creatore e non di esecutore, quindi con facoltà espressive autonome da quelle del regista, tanto quanto il drammaturgo o il musicista; definisce la scenografia come una sintesi di "dinamismo, simultaneità e unità d'azione tra uomo e ambiente" che si esprime attraverso i colori, della scena o delle luci, figure geometriche e astrazione delle forme.